# Discographie d'Arthur Rubinstein
Cet article comprend les enregistrements détaillés du pianiste Arthur Rubinstein (1929-1978), réalisés tout au long de sa carrière.
| Date d'enregistrement | Distribution                            | Compositeur : œuvre(s)       | Label | Commentaire |
| --------------------- | --------------------------------------- | ---------------------------- | ----- | ----------- |
| 1929                  | Albert Coates, Symphonique de Londres   | Brahms : Concerto No. 2      |       |             |
| 1932                  | John Barbirolli, Symphonique de Londres | Tchaïkovski : Concerto No. 1 |       |             |